# Drip or Drown 2
Drip or Drown 2 è il primo album in studio del rapper statunitense Gunna, pubblicato il 22 febbraio 2019.

## Tracce
1. Wit It – 2:19
2. Outstanding – 3:00
3. One Call – 3:16
4. Cash War – 3:15
5. Richard Millie Plain – 3:20
6. Yao Ming – 2:29
7. IDK Why – 3:19
8. Derek Fisher (featuring Lil Baby) – 3:09
9. Baby Birkin – 3:01
10. Speed It Up – 2:59
11. 3 Headed Snake (featuring Young Thug) – 4:01
12. Big Shot – 2:57
13. On a Mountain – 2:55
14. Out the Hood – 2:35
15. Same Yung Nigga (featuring Playboi Carti) – 3:00
16. Who You Foolin – 2:31